# La aldea de las viudas
La aldea de las viudas es una novela lírica escrita por el autor colombiano James Cañón. Abarcando 16 años de la historia contemporánea de Colombia, la primera novela de Cañón es una fábula latinoamericana basada en una circunstancia social real. Enseña una perspectiva diferente e ingeniosa del conflicto colombiano: su foco es un pueblo de mujeres llamado Mariquita, de donde los hombres han sido reclutados a la fuerza por guerrilleros comunistas. La novela aborda los problemas de una sociedad estrictamente femenina, educando a sus lectores acerca del clima político y las luchas de uno de los países más problemáticos de Sudamérica. Pero aunque la novela toma lugar en Colombia, los planteamientos ideológicos del autor pueden ser aplicados y reconocidos en cualquier lugar del mundo.
En 14 capítulos, el autor muestra la evolución de Mariquita, un «insignificante pueblo de viudas en tierra de hombres», que se convierte en un escenario ideal donde se pone de manifiesto la naturaleza humana, y donde la sociedad se reinventa a sí misma. Los capítulos se entrelazan con 13 crónicas a manera de entrevistas, realizadas por un periodista estadounidense –quién más tarde hace una corta pero emocionante visita a Mariquita–, y son presentadas a manera de monólogos realistas y brutales que contrastan con la cadencia mística de la vida en Mariquita. Dentro de los hombres entrevistados se encuentran guerrilleros, paramilitares, soldados del ejército nacional y hasta civiles, quienes declaran, a veces conmovedora y a veces irónicamente, acerca de la capacidad humana para la violencia. «Una cosa que aprendí en el ejército, es que entre menos contacto se tenga con la víctima, más fácil es aniquilarlo», reflexiona un oficial de 32 años del ejército colombiano. «Una vez dejé que un hombre me hablara por mucho tiempo antes de matarlo, y todavía lo lamento.» 
La Aldea de las viudas fue escrita originalmente en inglés (el segundo idioma del autor). Fue publicada simultáneamente en EE. UU., Canadá y el Reino Unido en enero de 2007 bajo el título Tales from the Town of Widows por la editorial Harper Collins. Ha sido publicada en una veintena de países y traducida a 11 idiomas: alemán, francés, italiano, español, holandés, hebreo, coreano, turco, árabe, croata y polaco. En España fue publicada en mayo de 2009 por La Otra Orilla, un sello del Grupo Editorial Norma.

## Adaptación cinematográfica
La adaptación cinematográfica de la novela se estrenó en 2011 bajo el título de Without Men (Sin hombres). La cinta está protagonizada por Eva Longoria Parker y Christian Slater, y fue dirigida por la directora argentina Gabriela Tagliavini.

## Premios y distinciones
- Premio en Francia a la «Mejor Primera Novela Extranjera». París, 2008
- Premio de los Lectores del festival América de Vincennes. Francia, 2008
- Obra Finalista Premio de los Lectores del diario francés Télégramme, 2009
- Obra Finalista Premio Nacional de Novela Edmund White. Nueva York, 2008
- Obra Finalista Premio Nacional de Novela Lambda. Los Ángeles, 2008
- Obra Finalista One Brown Book, One Nation Program. EE. UU., 2008
- Uno de los «10 Mejores Libros del Año para Grupos de Lectura». Kirkus Reviews, Nueva York, 2008
- Uno de los «10 Mejores Libros del Año». School Library Journal, EE. UU., 2008

## Enlaces
- Editorial La Otra Orilla
- Página oficial del autor [en inglés]
- El Diario Montañés, España
- La Vanguardia, España
- El Espectador: Entrevista con el autor
- Entrevista Entrevista con el autor
- Letralia: Entrevista con el autor
- Artículo Revista Semana

- Datos: Q2892649